# Drastamate
Drastamate (em armênio: Դրաստամատ; romaniz.: Drastamat) foi um oficial eunuco do século IV, ativo durante o reinado dos reis Tigranes VII (r. 339–350) e Ársaces II (r. 350–368).

## Nome
Drastamate (Դրաստամատ, Drastamat), "bem-vindo", é um nome armênio de origem iraniana derivado de drust, "certo, bem, saudável" e -āmad, "veio".

## Vida

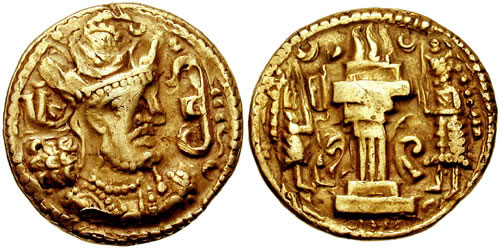
Dinar de r.

As origens de Drastamate incertas, mas Fausto, o Bizantino afirmou que era um eunuco de origem nobre (nacarar). Serviu como hair (grão-camareiro) sob os reis Tigranes VII (r. 339–350) ou Ársaces II (r. 350–368) e por sua lealdade e favor, foi designado osticano (governador) das fortalezas de Babila, em Sofanena, e Angle, em Ingilena, onde parte dos tesouros reais eram protegidos. Por conseguinte, recebeu o título honorário de príncipe de Ingilena, haja vista a dinastia principesca da região ainda existir e estar sujeita ao Império Romano como vassala deste a Paz de Nísibis de 298. Alega-se que seu coxim (assento) também era maior do que aquele de todos os outros nacarares.
Por sua relevância, quando Ársaces foi capturado em cerca de 363 pelo xá Sapor II (r. 309–379), Drastamate foi levado junto. No Império Sassânida, lutou com os iranianos na guerra contra o Império Cuchana, na qual salvou Sapor de ser morto quando foi cercado pelo inimigo e matou muitos cuchanas, trazendo a cabeça de vários campeões diante do xá. Ao retornarem ao Assuristão, onde a capital Ctesifonte estava localizada, Sapor disse-lhe que podia pedir o que quisesse e Drastamate teria retrucado:
| “ | Eu não quero nada de ti, [mas só] que tu ordenes que eu vá ver meu senhor natural, o rei Ársaces da Armênia. Porque no dia em que eu estiver com ele, ordenes que seja libertado das suas correntes, e lavarei a sua cabeça, ungi-lo-ei, e vesti-lo-ei com um manto. Vou colocá-lo num sofá e colocar iguarias diante dele, dar-lhe vinho e fazê-lo feliz com músicos. Apenas por um dia. | ” |

Embora julgando ser um pedido incomum perante a lei imperial, Sapor consentiu e lhe entregou um guarda costas (pustipano) e uma epístola com o selo real para lhe permitir entrar na fortaleza, onde Ársaces estava preso, no Cuzestão. Ele soltou Ársaces das algemas de ferro nas mãos e pés e das correntes do pescoço. Lavou a cabeça e o corpo, vestiu-o com um manto nobre, sentou-se num sofá e reclinou-o. Diante dele, colocou comida condizente com reis e vinho, segundo o costume real. Reviveu e consolou-o e o fez feliz com menestréis. Na hora da sobremesa, colocou diante dele frutas, maçãs, pepinos e guloseimas para comer e deu-lhe uma faca para descascar e comer o que queria. Drastamate o estimulou muito, levantando e consolando-o. Mas quando Ársaces ficou embriagado, lamentou sua situação e enfiou a faca em seu coração. Quando Drastamate viu isto, agarrou a mesma faca e apunhalou-se, falecendo junto do rei.

## Avaliação
Josef Markwart negou a possibilidade de que Drastamate ocupou os ofícios que lhe foram atribuídos no relato de Fausto, mas Cyril Toumanoff refutou sua argumentação. Nicholas Adontz, por conseguinte, negou sua existência considerando a improvável felicidade do seu nome no contexto. É possível que ele pertença à tradição épica vinculada ao conto do fiel vassalo.